# Даная (картина Тинторетто)
«Даная» (итал. Danae) — картина живописца венецианской школы Тинторетто, написанная около 1570 года. С 1811 года находится в Лионском музее изобразительных искусств (Франция).

## Сюжет
По легенде, чтобы помешать оракулу, предсказавшему, что он будет убит своим внуком, Акрисий, царь Аргосский, держал свою дочь Данаю взаперти на вершине медной башни, за окнами, закрытыми толстыми решётками. Однако Зевсу, царю богов, удалось просочиться в чертогу в виде золотого дождя и соблазнить прекрасную Данаю. От их союза родился герой Персей, знаменитый победитель Горгоны Медузы, который в конце концов исполнил пророчество, случайно убив своего деда Акрисия.

## Описание
Эпизод с золотым дождём был популярным в эпоху Возрождения, поскольку эта сцена давала художникам возможность изобразить обнажённую женщину, как и другие мифологические эпизоды с обнажённой Венерой. В Венеции, городе Тинторетто и европейской столице удовольствий XVI века, художники особенно ценили чувственную и роскошную наготу, подобную этой. Тем не менее, эта тема встречалась относительно редко у Тинторетто по сравнению, например, с Тицианом, чьи Венеры, такая как «Венера Урбинская» или его собственная известная «Даная», созданная в четырёх версиях. Более того, сцена, изображённая Тинторетто, также лишена той поэзии, которой наполнены полотна Тициана.
Тинторетто изобразил Данаю в виде жадной проститутки, которая заставляет свою служанку собирать все золотые монеты, упавшие с неба. Образ служанки, собирающей монеты, даже если он был вдохновлён Тицианом, который изобразил служанку в трёх из четырёх своих «Данай», занимает в композиции Тинторетто более важное место: она находится на переднем плане и, в отличие от картин Тициана, где служанка представлена некрасивой старухой, здесь она — прелестная молодая женщина. Монеты, лежащие вокруг лона молодой женщины, действительно означают, что она только что забеременела от царя Олимпа и что, следовательно, картина изображает эпизод, описанный Овидием в его «Метаморфозах».
Композиция произведения, в которой преобладают диагональные линии, образованные телами двух женщин и складками драпировок, со своей стороны характерна для искусства Тинторетто, точно так же, как мерцание красок, быстрое прикосновение и пластичность персонажей, с вытянутыми формами.

## История
«Даная» была написана Тинторетто около 1570 года. Первоначальный заказчик картины так и не был установлен, хотя дальнейшая история картины хорошо известна, от её отъезда из Венеции после её создания и до того, как она оказалась в Лионе, поскольку полотно входило в престижные коллекции.
Некоторыми критиками была выдвинута гипотеза, усматривающая в этой картине празднование встречи в 1574 году короля Франции Генриха III со знаменитой венецианской куртизанкой и поэтессой Вероникой Франко. Это предполагает, что художник наделил будущую мать Персея чертами прекрасной венецианки. Действительно, в 1574 году Тинторетто написал картину, посвящённую встрече Генриха III с Вероникой Франко, но ничто не указывает с уверенностью на то, что это именно «Даная». Как бы то ни было, из Венеции «Даная» в какой-то момент попала во Францию, так какизвестно, что в 1624 году полотно было куплено в Париже Джорджем Вильерсом, 1-м герцогом Бекингемским. Его преемник продал картину в Антверпене в 1649 году императору Фердинанду III Габсбургскому, купившео её через своего брата, эрцгерцога Леопольда-Вильгельма, губернатора испанских Нидерландов и крупного коллекционера. Оказавшись в коллекции императора, «Даная» экспонировалась в Пражском Граде до 1718 года, когда предположительно была перенесена в Императорскую галерею дворца Бельведер в Вене. В 1809 году картина была захвачена и отправлена во Францию наполеоновскими войсками. В 1811 году картина была распределена государством в Лионский музей изобразительных искусств.